# Maglarps vindkraftverk (1982–1993)
Maglarps vindkraftverk (1982–1993) var ett vindkraftverk i Maglarp, Skåne, uppfört som en prototyp i utvecklingssyfte för att få kunskap om och erfarenheter av kraftproduktion med vindkraft i större skala. Kraftverket hade en rotordiameter på 78 meter och en toppeffekt på 3 MW. Kraftverket var i drift under 11 år, och innehade vid sin stängning 1993 världsrekordet för största elproduktion från ett enskilt vindkraftverk.

## Bakgrund
1970-talet var en tidsperiod med stora förändringar i planer för och attityder till elproduktion. Efter beslutet i april 1970 om att inte bygga ut Vindelälven var i princip all vidare exploatering av vattenkraft i Sverige utesluten, och den fortsatta ökningen av elkonsumtionen under 1960- och 1970-talet möttes med utbyggnad av fossilkraft (till exempel Stenungsunds kraftverk och Karlshamnsverket) samt en stor satsning på kärnkraft.

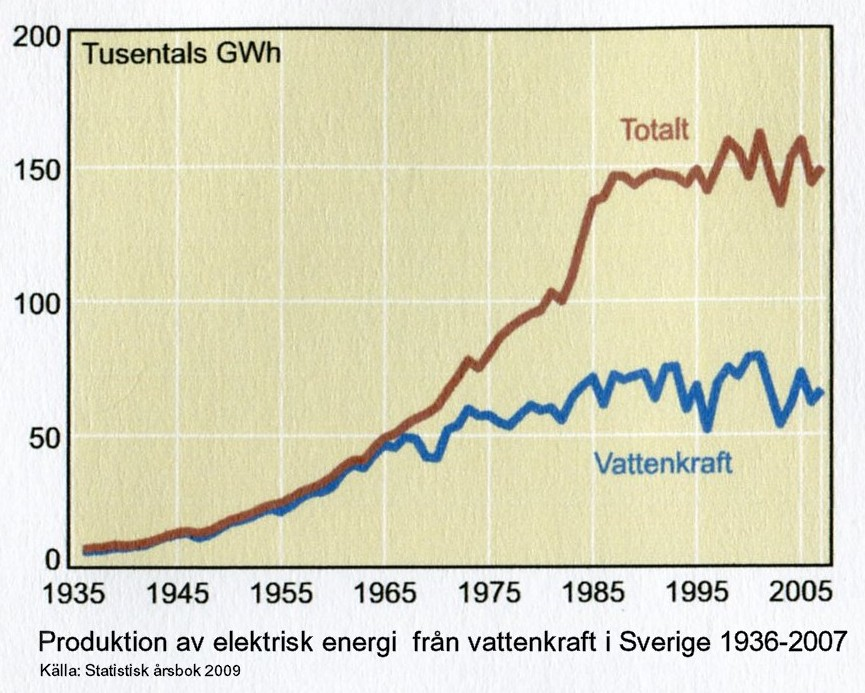
Produktion av elektrisk energi med hjälp av vattenkraft i Sverige 1936-2007 i förhållande till den totala produktionen.

I och med valet 1976 med framgångar för det kärnkraftskritiska Centerpartiet kom fortsatt utbyggnad av kärnkraft att allvarligt ifrågasättas och ett mer förutsättningslöst sökande efter alternativa energikällor intensifierades, bland annat i och med tillsättandet av en Energikommission den 22 december 1976 med uppdrag att "bland annat utarbeta alternativa förslag till energipolitikens utformning för tiden fram till år 1990". Kommissionen avrapporterade sitt arbete i februari 1978 i SOU 1978:17 "Energi - Betänkande av energikommissionen".
Ett av kommissionens många förslag var att "Utvecklingsarbetet för vindkraft drivs vidare. Fullskaleprototyper byggs på olika håll i landet. För att kännedomen om vindförhållanden i landet skall förbättras bör ökade resurser ges till SMHI och andra organisationer som kan utföra motsvarande undersökningar".
Kommissionens förslag säkerställde fortsatta resurser till pågående utvecklingsinsatser inom vindkraftområdet med bland annat uppförandet av två fullskaleprototyper i början av 1980-talet: Maglarpsverket i Skåne med en rotordiameter på 78 meter och en toppeffekt på 3 MW, samt Näsudden-verket på Gotland med en rotordiameter på 75 meter och en toppeffekt på 2 MW.

## Konstruktion och uppförande

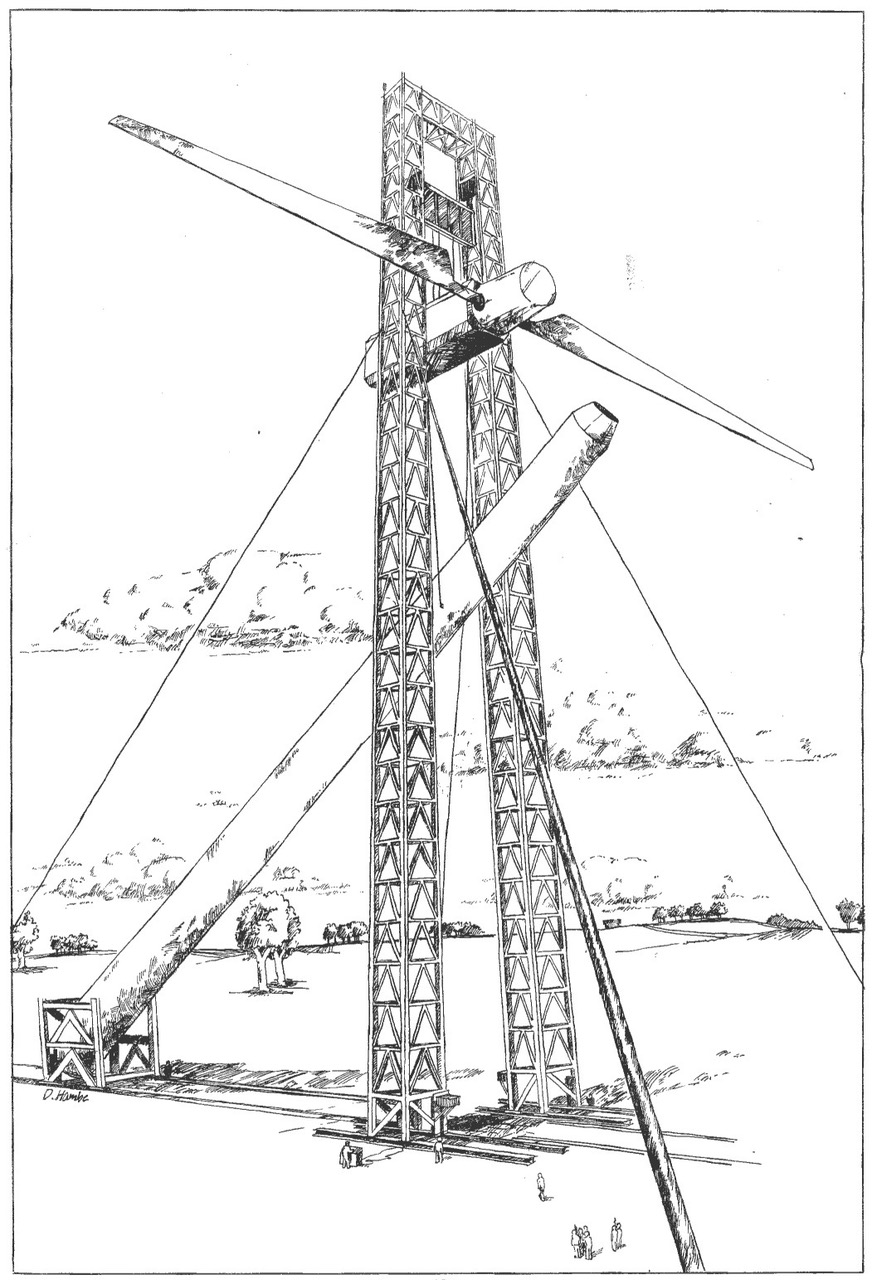
Resningen av WTS-3 Maglarps vindkraftverk i maj 1982 i Maglarp, Trelleborg, Skåne, södra Sverige.
Illustration av Dan Hambe.

Hösten 1977 gick Nämnden för energiproduktionsforskning (NE) ut med beställningar av tre fullskaleprototyper (senare reducerat till två), varav en gick till ett konsortium bestående av Statsföretag AB, Karlskronavarvet, Uddcomb och den amerikanska tillverkaren av helikopterrotorer och propellrar Hamilton Standard.
Den konceptuella utformningen av modellen benämnd "WTS-3" var en slank och vek konstruktion med ståltorn, glasfiberblad och horisontell rotor placerad på lävindssidan. Rotorn var momentfritt infäst i rotoraxeln via en "teeter hinge" eller gungbrädeskonstruktion. Hamilton Standard ansvarade för turbin- och system-design, system för turbinreglering samt tillverkning av turbinbladen, medan de svenska aktörerna stod för design och tillverkning av bland annat torn och maskinhus.
Parallellt med framtagningen av den svenska prototypen beställde U.S. Department of Interior en snarlik protoyp benämnd "WTS-4" med likadan rotor och växellåda men som på grund av det amerikanska elnätets frekvens på 60 Hz fick ett varvtal på 30 RPM och effekt på 4 MW i stället för Maglarpsverkets 25 RPM och 3 MW. WTS-4 uppfördes 1982 i Medicine Bow, Wyoming, USA, och var i drift fram till 1994.
Grundläggningsarbeten i Maglarp påbörjades hösten 1980 och det 74 meter höga och 280 ton tunga tornet, det 150 ton tunga maskinhuset samt de 38 meter långa turbinbladen anlände till byggplatsen i mars 1982. Transporten av tornet skedde med pråm från Karlskrona till Trelleborg, men där uppstod problem att få tillstånd för landtransporten och projektet blev kraftigt försenat.
Den 15 maj 1982 lyftes maskinhuset upp till 80 meters höjd med hjälp av en platsbyggd lyftrigg, varefter tornet restes på plats under det upplyfta maskinhuset och monterades ihop. Efter en provdriftsperiod med vissa förseningar och korrigerande åtgärder kunde kraftverket överlämnas till operatören Sydkraft den 22 september 1983.

## Drift
| Tekniska data för Maglarpverket    | Tekniska data för Maglarpverket       |
| ---------------------------------- | ------------------------------------- |
| Modellbeteckning                   | WTS-3                                 |
| Nominell (max) effekt              | 3 MW                                  |
| Rotordiameter                      | 78 m                                  |
| Navhöjd                            | 80 m                                  |
| Antal rotorblad                    | 2                                     |
| Rotorvarvtal                       | 25 RPM                                |
| Generator                          | Synkron, 1500 RPM                     |
| Växellåda                          | Planetväxel, 1:60                     |
| Vindhastighet inkoppling (Cut in)  | 7 m/s                                 |
| Vindhastighet urkoppling (Cut-out) | 25 m/s                                |
| Märkvind (Rated wind speed)        | 14 m/s                                |
| Torn                               | stål (281 ton)                        |
| Fundament                          | armerad betong (1600 ton)             |
| Blad                               | glasfiberarmerad plast (14 ton/styck) |
| Maskinhus och turbin               | total vikt 191 ton maskineri 136 ton  |
| Maskinhus, ram                     | stål                                  |
| Maskinhus, hölje                   | sandwich aluminium/cellplast          |
| Nav                                | stål (22 ton)                         |

Kraftverket kom under sin livstid att producera knappt hälften av teoretiskt möjlig produktion på grund av olika störningar och underhållsåtgärder. Bland dessa kan nämnas:
- Vid sin första fasning mot nät var en signalkabel till reglersystemet felvänd vilket gjorde att maskinen ett kort ögonblick gick med mer än full effekt som fläkt.[16] Händelsen innebar en oförutsedd och icke försumbar belastning, men gav inga bestående skador, och visade på betydelsen av testning och verifiering av sensorer och regler- och skyddssystem.
- Den svetsade aluminiumkonstruktion som täckte rotorns nav drabbades av sprickbildning och fick förstärkas med en kompletterande konstruktion.
- I det roterande navet placerades hydraulackumulatorer av typen blåsackumulator med upplagrat hydrauliktryck för att vrida turbinbladen ur vind vid elbortfall. Ackumulatorerna var av en beprövad konstruktion med inre gummiblåsa, men hade uppenbarligen aldrig tidigare använts i ett roterande system. Gummiblåsorna blev tillsnörpta när de utsattes för rotation, och ackumulatorerna fick bytas till annan typ.
- Turbinbladens ytskikt av epoxy fick erosionsskador och fick repareras flera gånger.
- Åskskyddstape på turbinbladen fick bytas ut och repareras efter åsknedslag.
- Delar i maskinhusets vridningsmekanism (yaw drive) fick nötningsskador, och fick konstrueras om för att tåla ständiga små vridmanövrer.
- Rullningslager i rotorns gungbrädeslagring (teeter hinge) fick nötningsskador, och fick konstrueras om till gummilagring för att tåla ständiga små vickande rörelser.

Kraftverket var en prototyp, och var utrustat med ett stort antal mätgivare för till exempel töjningar och accelerationer i turbinbladen förutom effekt, varvtal, spänning, vindhastighet med mera, vilket gett data som kunnat användas för att kalibrera och utveckla olika beräkningsmodeller.
Konstruktionen med lävindplacerad rotor gav i vissa avseenden lägre mekaniska påkänningar vilket möjliggjorde en slankare och lättare konstruktion, men medförde ljudstörningar när turbinbladen passerade igenom vindskuggan av tornet. Dessa störningar påtalades av närboende vilket så småningom resulterade i driftbegränsningar nattetid. Kraftverket stängdes för gott den 24 maj 1993 och revs kort därefter. Verket hade då producerat 36,7 GWh under 27 893 timmar i nätansluten drift vilket var världsrekord för produktion från ett enskilt vindkraftverk - ett rekord som stod sig ända till 2002.
Maglarpsverket hade av olika orsaker en jämförelsevis hög vindhastighet för inkoppling, cirka 7 m/s. Den "förlorade energin" från vindar under 7 m/s är relativt liten, men dessa vindhastigheter förekommer under många timmar vilket bidrog till överdrivna föreställningar hos allmänheten om låg tillgänglighet hos verket.
Vid vindhastigheter över märkvind (cirka 14 m/s) har den genomströmmande vinden mer energi än toppeffekten för anläggningen, och vinden "spills" genom att turbinbladen vrids ut ur vinden med manöverrörelser som korrigeras många gånger i sekunden. Vid vindar betydligt över märkvind (cirka 20 m/s) hade reglersystemet svårigheter att parera vindbyar vilket kunde ge stopp ("trip") på grund av övereffekt. Så småningom infördes ett reglerprogram där effekten ställdes ner till 2 MW vid höga vindhastigheter, vilket gav lugnare gång utan någon större produktionsförlust på grund av litet antal timmar med dessa förhållanden.